# Château Het Steen
Pour les articles homonymes, voir Steen.
Ne doit pas être confondu avec Steen (Anvers).
Le château Het Steen, aussi appelé Château Rubens est un château situé à Elewijt, entité de la commune belge de Zemst (Région flamande).

## Histoire
Au début du XIVe siècle, il est transformé en château de pierre. Un peu plus tard, le seigneur d'Elewijt d'alors, Gisbert Taye, l'équipe de 28 hommes armés.
Le château a appartenu aux Borchgrave, à Paul de Carondelet, seigneur de Maulde (1585), puis à Marie-Christine d'Egmont [† 1622, fille de Lamoral d'Egmont prince de Gavre et épouse, d'abord du comte Oudard de Bournonville (parents d'Alexandre Ier premier duc de Bournonville et grands-parents du deuxième duc Alexandre II, deux comtes de Hénin-Liétard) ; puis de Guillaume de Lalaing, fils d'Antoine II et arrière-petit-neveu d'Antoine Ier de Lalaing-Hoogstraten, comte de Hoogstraate (parents d'Antoine III) ; et enfin du comte Charles de Mansfeld]. Il fut vendu à Frédéric de Marselaer, sire d’Opdorp, en 1622.
Pierre Paul Rubens (1577-1640) et Hélène Fourment (1614-1673) acquirent le château en 1635. Ils effectuèrent d'importants remaniements pour le transformer de place forte en une maison de plaisance. Veuve, Hélène se remaria à Jean-Baptiste de Brouchoven, comte de Bergeyck, conseiller des Finances et ambassadeur du roi d'Espagne Charles II. Après le décès d'Hélène, le comte de Bergeyck se remaria à son tour à Marie-Françoise d'Ennetières de La Berlière. Le fils d'Hélène et Jean-Baptiste, Hyacinthe de Brouchoven, en hérita en 1681.
Le roi Louis XV de France y logea avec sa Cour le 11 mai 1746.[réf. nécessaire]
Il passa à l'architecte Laurent-Benoît Dewez en 1773.

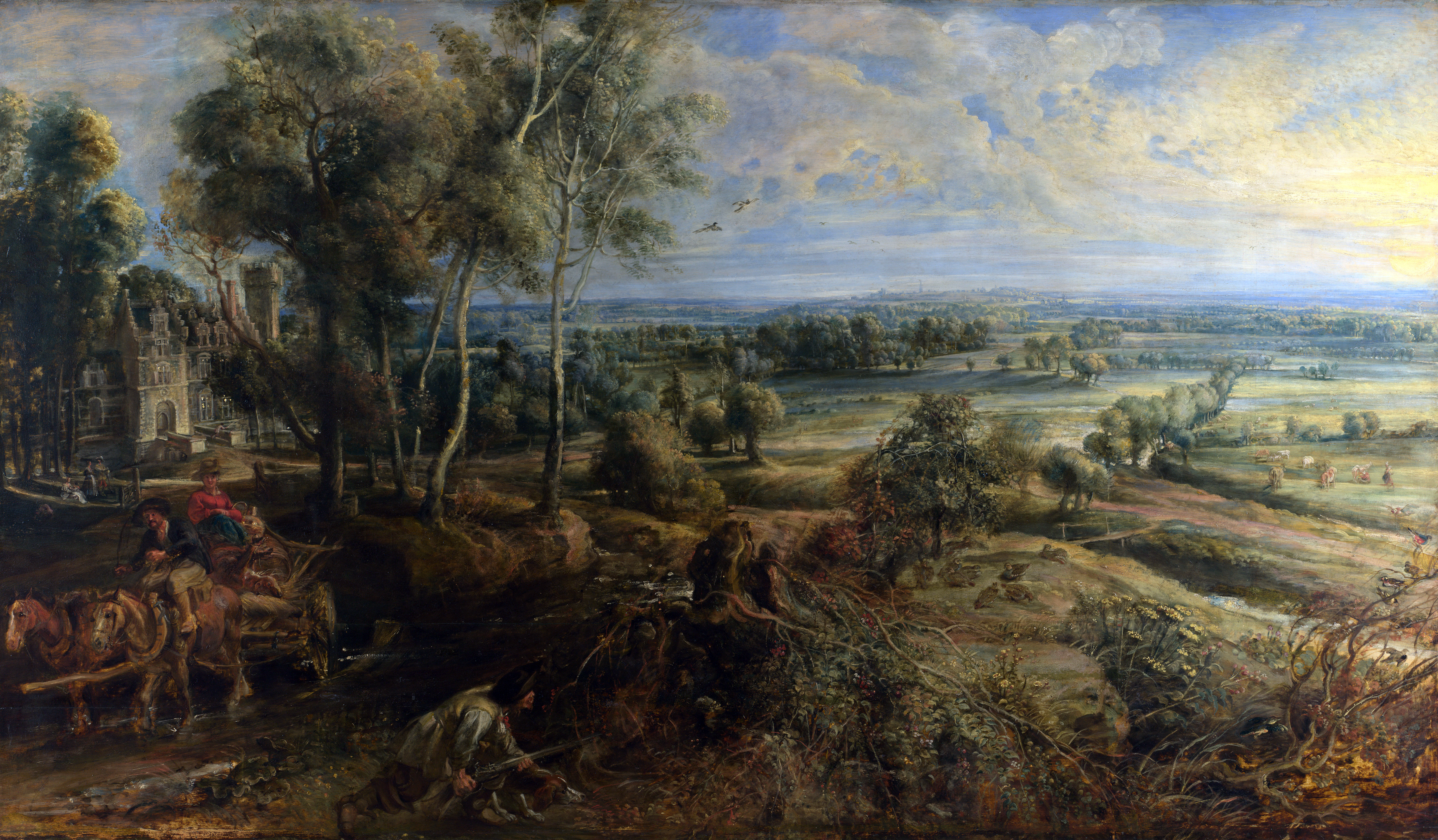
Paysage d'automne avec une vue de Het Steen au petit matin, Rubens, vers 1636.

Auguste de Becker Remy acquit le domaine en 1913. Sa fille Madeleine y épousa Adalbert de Ryckman de Betz en 1919. Le baron de Becker Remy le transmit ensuite à son neveu, le comte Axel 
de Borchgrave. M. Paul Maison, homme d'affaires et mécène d'origine tournaisienne, racheta le château en 1954 et remit complètement en état le domaine qui avait subi de lourds dommages lors de son occupation durant la Seconde Guerre mondiale. Il en permit la visite et l'organisation d'expositions au profit des œuvres paroissiales d'Elewijt. À son décès  en 1992, le domaine passa à ses  héritiers Michel et Thierry Maison, les actuels propriétaires.
Montgomery y résida durant la Seconde Guerre mondiale.